# Lignières-Châtelain
Lignières-Châtelain – miejscowość i gmina we Francji, w regionie Hauts-de-France, w departamencie Somma.
Według danych na rok 1990 gminę zamieszkiwały 272 osoby, a gęstość zaludnienia wynosiła 42 osoby/km² (wśród 2293 gmin Pikardii Lignières-Châtelain plasuje się na 727. miejscu pod względem liczby ludności, natomiast pod względem powierzchni na miejscu 736.).